# ホセ・カスティーヨ
ホセ・ロンドン・カスティーヨ（José Rondon Castillo, 1981年3月19日 - 2018年12月6日）は、ベネズエラ・ミランダ州カラカス出身のプロ野球選手（内野手）。右投右打。

## 経歴

### プロ入りとパイレーツ時代

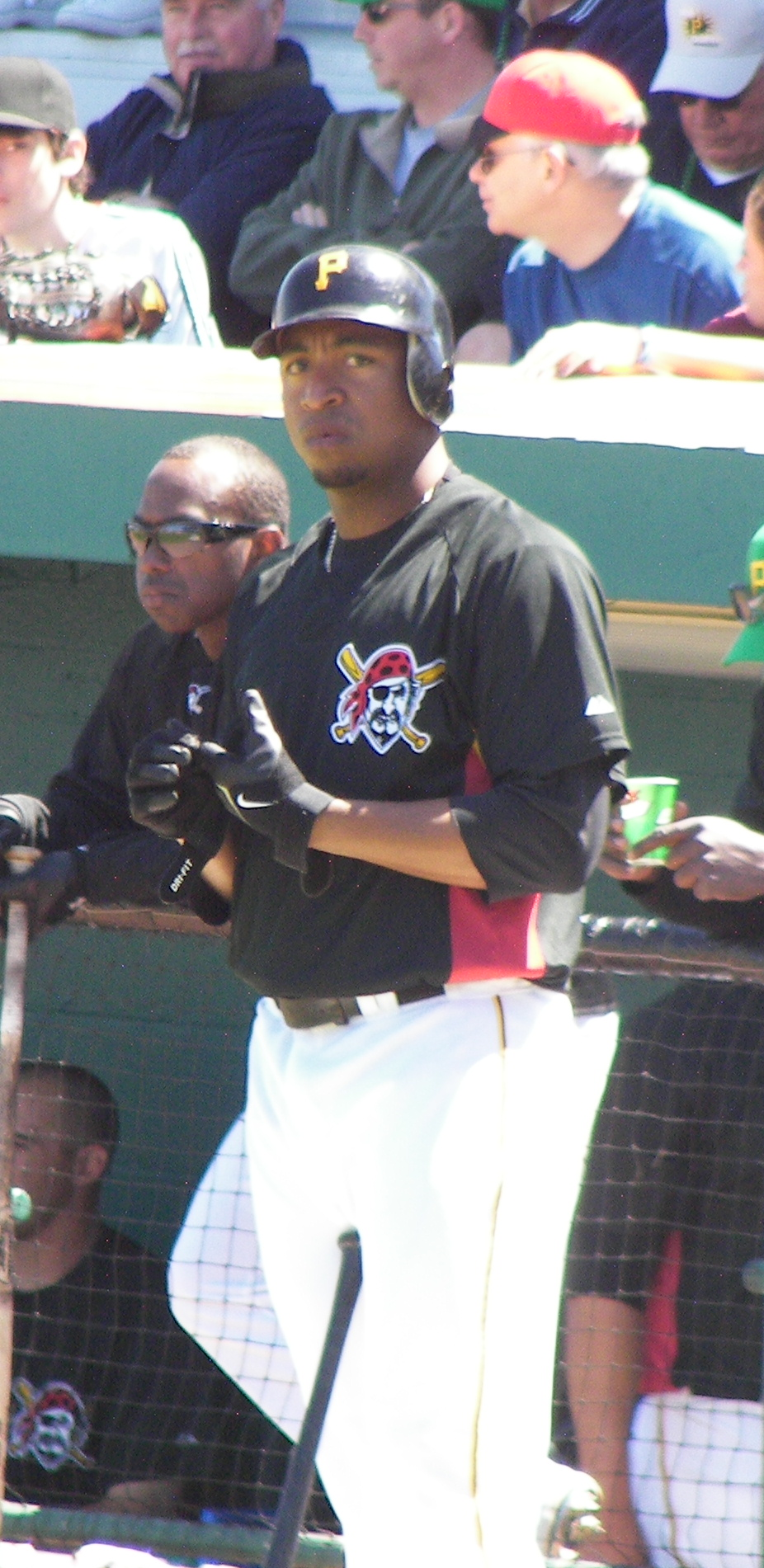
ピッツバーグ・パイレーツ時代
(2007年3月17日)

1997年にアマチュアFAでピッツバーグ・パイレーツと契約。
2004年はスプリングトレーニングで好成績を残し、AA級アルトゥーナ・カーブから飛び級でメジャーに昇格し、4月7日にメジャーデビュー。二塁手として129試合に出場し、8月には打率.347、OPS.971の好成績を残し月間MVP候補に選ばれる活躍を見せた。オフのベネズエラ・ウィンターリーグのリーガ・ベネソラーナ・デ・ベイスボル・プロフェシオナルではレオネス・デル・カラカスの中心選手として78打数24安打の活躍を見せた。
2005年は守備面での活躍に加え、101試合の出場で前年を上回る成績を残し、打撃面でも進歩のあったシーズンとなったが、開幕直後に腹筋を痛めて故障者リスト入りした。8月22日のセントルイス・カージナルス戦ではエクトル・ルナと二塁ベース上で交錯し左ひざを負傷し、再び故障者リスト入りしてシーズンを終えた。
2006年は自身初のフル出場を果たしたが、5月には5試合連続で本塁打を放つなど、打ちまくっていた時期があったかと思えば、9月にはわずか.087という月間打率に終わるなど打撃での安定感に欠けた。
2007年は監督のジム・トレーシーが、前年は主に三塁手を守って首位打者を獲得したフレディ・サンチェスを二塁手へコンバート、ユーティリティプレイヤーのホセ・バティスタを三塁手に固定したため控えに回った。そのため、本職の二塁手の他に遊撃手や、メジャー昇格後初となる三塁手・右翼手としてもプレーした。

### パイレーツ退団後
2007年12月にフロリダ・マーリンズにFA移籍。
2008年のスプリングトレーニングでウェーバー公示されてサンフランシスコ・ジャイアンツに移籍し、三塁手としてレギュラーを獲得した。12月23日、ワシントン・ナショナルズとマイナー契約した。しかし、翌2009年のスプリングトレーニングで解雇される。その後、5月15日に台湾の統一セブンイレブン・ライオンズと契約した（登録名は卡斯提）。13本塁打をマークするも、10月2日に退団。

### 横浜時代

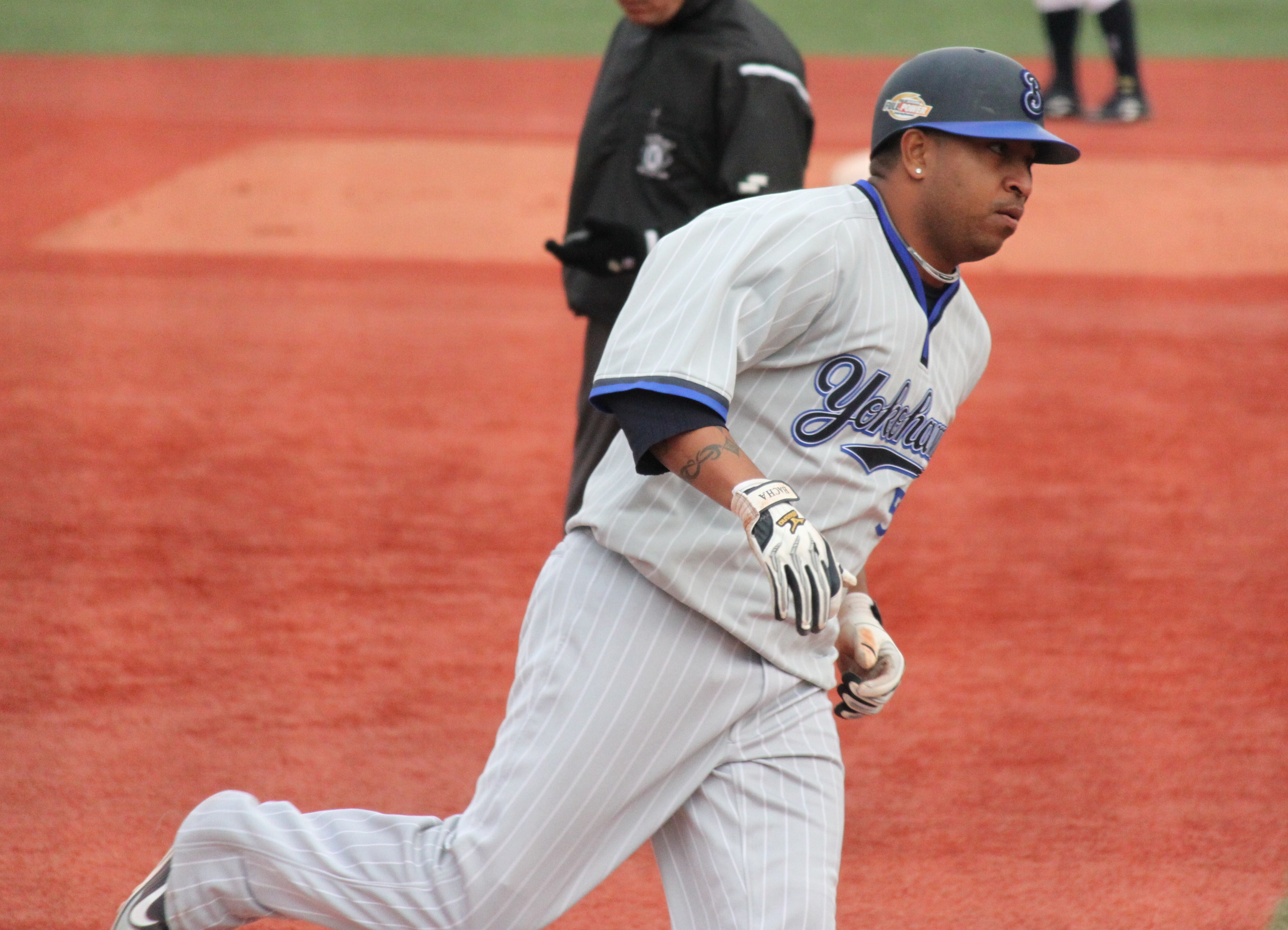
横浜時代（2010年4月3日、明治神宮野球場）

2009年12月18日に横浜ベイスターズと契約。
2010年は打率.273、19本塁打、55打点、OPS.755の成績を残した。守備では二塁手で15失策を喫したが、守備イニング500以上の二塁手で球界トップのRFを記録。一塁手、右翼手、左翼手での出場もあった。11月16日にスティーブン・ランドルフ、クリス・ブーチェックらと共に球団から自由契約を公示され退団。

### ロッテ時代
2011年はメキシカンリーグのメキシコシティ・レッドデビルズでプレーしていたが、6月22日に千葉ロッテマリーンズへの入団が発表され、同年7月5日の対北海道日本ハムファイターズ戦で初出場し、同試合では1本塁打を含む4打数4安打3打点の成績を残した。以降、シーズン終了まで、主に4番・一塁手として起用された。しかし.269、5本塁打と振るわず、11月30日に翌年の契約を結ばない事が発表された。

### ロッテ退団後
ロッテを離れた後は主にメキシカンリーグにてプレーし、2012年はベラクルス・レッドイーグルスに所属。
2013年はプエブラ・パロッツでプレー。
2014年は再びベラクルス・レッドイーグルスに所属し、シーズン途中からトレードでタバスコ・キャトルメンに移籍。
2015年はタバスコ・キャトルメンと再契約。
2016年はベラクルス・レッドイーグルスと契約するが、4月21日に解雇となる。27日にカンペチェ・パイレーツと契約するが、5月24日に自由契約となる。
その後、2017年6月にはイタリアンベースボールリーグのパルマ・ベースボールクラブと契約してプレーしていた。

### 交通事故死
2018年12月6日、関係者により母国ベネズエラで交通事故死したと伝えられた。37歳没。カルロス・リベロが運転していた自動車が高速道路に転がっていた岩に衝突して転覆、同乗していたカスティーヨとルイス・バルブエナが死亡、リベロは一命を取り留めたものの、重体と報じられた。
3人はベネズエラ冬季リーグのバルキシメト・カージナルスでプレーしており、6日に約360キロ離れた遠征先の町から本拠地バルキシメトに車で帰る途中であったが、高速道路上にあった岩は事故を誘発させたうえで窃盗を行う目的で意図的に置かれたものと見られており、その後当局によって4人の男が、死亡した2人の所持品を保持していたことから、強盗容疑で拘束されている。

## プレースタイル
もともと遊撃手だったが、ピッツバーグ・パイレーツ時代にはチームメイトに遊撃の名手のジャック・ウィルソンがいたため、二塁手にコンバートされた。失策は多いものの、二塁手トップクラスの強肩と殿堂入り二塁手のビル・マゼロスキーからかつて「現在、メジャーで最高の二塁守備」と絶賛された守備を持ち味とし、横浜時代も500イニング以上出場の二塁手で得点換算リーグトップの数値を残した。
打撃では意外性があり、パンチ力も秘めるが、四球を選ばないフリースインガーであったため、メジャーでは2005年の.307が最高と出塁率が低く、好不調の波が大きかった。

## 人物
ベネズエラ・ウィンターリーグのレオネス・デル・カラカスでの愛称は「El Hacha」（意味は「斧」で、現地の曲"Sexy Muchacha"に由来する）。アメリカ、台湾、日本でも「アチャ」という愛称で呼ばれている。
レオネス・デル・カラカスには1999-2000年のシーズンから所属しているが、チームがカリビアンシリーズで優勝したシーズン（2005-2006年）は怪我で出場できなかった（自宅のテレビで優勝シーンを見ながら号泣したという）。
横浜ベイスターズでの応援歌は過去にアルキメデス・ポゾに使用されていたものが流用されていた（その後ネフタリ・ソトに流用）。また、千葉ロッテマリーンズでの応援歌はカスティーヨの退団後、クレイグ・ブラゼルとウィリー・モー・ペーニャに流用されている。

## 詳細情報

### 年度別打撃成績
| 年 度     | 球 団     | 試 合 | 打 席 | 打 数 | 得 点 | 安 打 | 二 塁 打 | 三 塁 打 | 本 塁 打 | 塁 打 | 打 点 | 盗 塁 | 盗 塁 死 | 犠 打 | 犠 飛 | 四 球 | 敬 遠 | 死 球 | 三 振 | 併 殺 打 | 打 率 | 出 塁 率 | 長 打 率 | O P S |
| --------- | --------- | ----- | ----- | ----- | ----- | ----- | -------- | -------- | -------- | ----- | ----- | ----- | -------- | ----- | ----- | ----- | ----- | ----- | ----- | -------- | ----- | -------- | -------- | ----- |
| 2004      | PIT       | 129   | 414   | 383   | 44    | 98    | 15       | 2        | 8        | 141   | 39    | 3     | 2        | 5     | 2     | 23    | 5     | 1     | 92    | 12       | .256  | .298     | .368     | .666  |
| 2005      | PIT       | 101   | 398   | 370   | 49    | 99    | 16       | 3        | 11       | 154   | 53    | 2     | 3        | 1     | 4     | 23    | 3     | 0     | 59    | 11       | .268  | .307     | .416     | .724  |
| 2006      | PIT       | 148   | 562   | 518   | 54    | 131   | 25       | 0        | 14       | 198   | 65    | 6     | 4        | 1     | 6     | 32    | 8     | 5     | 98    | 22       | .253  | .299     | .382     | .682  |
| 2007      | PIT       | 87    | 230   | 221   | 18    | 54    | 18       | 1        | 0        | 74    | 24    | 0     | 0        | 0     | 1     | 6     | 2     | 2     | 48    | 11       | .244  | .270     | .335     | .604  |
| 2008      | SF        | 112   | 420   | 394   | 42    | 96    | 28       | 4        | 6        | 150   | 35    | 2     | 2        | 0     | 0     | 25    | 1     | 1     | 71    | 16       | .244  | .290     | .381     | .671  |
| 2008      | HOU       | 15    | 35    | 32    | 4     | 9     | 1        | 0        | 0        | 10    | 2     | 0     | 0        | 0     | 1     | 2     | 0     | 0     | 10    | 0        | .281  | .314     | .313     | .627  |
| '08計     | HOU       | 127   | 455   | 426   | 46    | 105   | 29       | 4        | 6        | 160   | 37    | 2     | 2        | 0     | 1     | 27    | 1     | 1     | 81    | 16       | .246  | .292     | .376     | .668  |
| 2009      | 統一      | 73    | 320   | 290   | 46    | 91    | 15       | 0        | 13       | 145   | 65    | 20    | 5        | 0     | 7     | 21    | 5     | 2     | 25    | 16       | .314  | .356     | .500     | .856  |
| 2010      | 横浜      | 131   | 496   | 466   | 48    | 127   | 24       | 0        | 19       | 208   | 55    | 3     | 3        | 1     | 3     | 22    | 4     | 4     | 71    | 16       | .273  | .309     | .446     | .755  |
| 2011      | ロッテ    | 86    | 356   | 331   | 31    | 89    | 13       | 1        | 5        | 119   | 34    | 0     | 0        | 0     | 2     | 18    | 1     | 5     | 45    | 10       | .269  | .315     | .360     | .674  |
| MLB：5年  | MLB：5年  | 592   | 2059  | 1918  | 211   | 487   | 103      | 10       | 39       | 727   | 218   | 13    | 11       | 7     | 14    | 111   | 19    | 9     | 378   | 72       | .254  | .296     | .379     | .675  |
| CPBL：1年 | CPBL：1年 | 73    | 320   | 290   | 46    | 91    | 15       | 0        | 13       | 145   | 65    | 20    | 5        | 0     | 7     | 21    | 5     | 2     | 25    | 16       | .314  | .356     | .500     | .856  |
| NPB：2年  | NPB：2年  | 217   | 852   | 797   | 79    | 216   | 37       | 1        | 24       | 327   | 89    | 3     | 3        | 1     | 5     | 40    | 5     | 9     | 116   | 26       | .271  | .309     | .410     | .719  |

### 記録
NPB
- 初出場・初先発出場：2010年3月26日、対阪神タイガース1回戦（京セラドーム大阪）、6番・二塁手として先発出場
- 初安打：2010年3月28日、対阪神タイガース3回戦（京セラドーム大阪）、2回表に下柳剛から左前安打
- 初盗塁：同上、2回表に二盗（投手：下柳剛、捕手：城島健司）
- 初本塁打・初打点：2010年3月30日、対読売ジャイアンツ1回戦（横浜スタジアム）、7回裏に藤井秀悟から左中間へ3ラン

### 背番号
- 14（2004年 - 2007年）
- 12（2008年 - 同年途中）
- 13（2008年途中 - 同年終了）
- 25（2009年、2011年途中 - 同年終了）
- 51（2010年）